# Parlamentswahlen in Kenia 1974
Die Parlamentswahlen in Kenia 1974 waren eingeschränkte Wahlen unter den Bedingungen einer Ein-Parteien-Herrschaft und wurde am 14. Oktober 1974 in Kenia abgehalten. Die Regierungspartei Kenya African National Union war die einzig zugelassene Partei bei diesen Wahlen. 740 Mitglieder der KANU bewarben sich um die 158 Sitze in der Kenianischen Nationalversammlung. Die Wahlbeteiligung lag bei 56,5 %. 88 bisherige Inhaber eines Parlamentssitzes, darunter vier Minister, wurden nicht wiedergewählt. Präsident Jomo Kenyatta ernannte nach der Wahl noch einmal 12 Parlamentarier.

## Auswahl der Kandidaten und Ablauf der Wahlen
Die über 700 Kandidaten wurden in parteiinternen Vorwahlen (Primaries) in den 158 Wahlbezirken des Landes durch einfache Mehrheit bestimmt. Voraussetzung war, dass die Kandidaten die englische Sprache so weit beherrschten, dass ihnen eine Teilnahme an den Debatten der Nationalversammlung möglich wäre, ausgeschlossen waren verurteilte Straftäter ab einem bestimmten Strafmaß, Bankrotteure, aber auch Angestellte des Öffentlichen Dienstes. Die Stimmabgabe war geheim, Wahlzettel wurden in geschlossene Wahlurnen eingeworfen. Von 16 weiblichen Kandidaten wurden vier gewählt.